# کلاپیر
کلاپیر (به فرانسوی: Clapiers) یک کمون در فرانسه است که در Canton of Montpellier-2 واقع شده‌است.

## خصوصیات
کلاپیر ۷٫۶۹ کیلومترمربع مساحت و ۵٬۰۷۳ نفر جمعیت دارد و ۲۵ متر بالاتر از سطح دریا واقع شده‌است.